# Parafia św. Stanisława w Krzczonowie
Parafia Świętego Stanisława Biskupa i Męczennika w Krzczonowie – parafia należąca do dekanatu Pcim w archidiecezji krakowskiej. 
Obecnie proboszczem jest ks. mgr Sebastian Nowicki.
Terytorium parafii obejmuje Krzczonów i Zawadkę.